# Umělecké plavání na mistrovství Evropy v plaveckých sportech 1987
Závody v uměleckém (synchronizovaném) plavání na mistrovství Evropy v plaveckých sportech za rok 1987 proběhly v Štrasburku, Francie ve dnech 16. až 23. srpna 1987.

## Československá stopa
Československo se soutěží v uměleckém plavání neúčastnilo.

## Výsledky

### Individuální disciplíny
| Ženy | Zlato                   | Zlato   | Stříbro                    | Stříbro | Bronz                 | Bronz   |
| ---- | ----------------------- | ------- | -------------------------- | ------- | --------------------- | ------- |
| Sólo | Muriel Hermineová (FRA) | 188,700 | Alexandra Worischová (AUT) | 182,467 | Karin Singerová (SUI) | 179,067 |

### Týmové disciplíny
| Ženy    | Zlato | Zlato   | Stříbro | Stříbro | Bronz | Bronz   |
| ------- | --- | ------- | --- | ------- | --- | ------- |
| Dvojice | Francie (FRA) (Muriel Hermineová, *Karine Schulerová, *Anne Capronová) | 184,608 | Švýcarsko (SUI) (Edith Bossová, Karin Singerová) | 178,342 | Sovětský svaz (URS) (Irina Žukovová, Taťjana Titovová) | 176,642 |
| Tým     | Francie (FRA) (Marianne Aeschbacherová, Anne Capronová, Catherine Hameonová, Muriel Hermineová, Anne-Caroline Mathieuová, Odile Petitová, Gaëlle Quelinová, Karine Schulerová) | 178,487 | Sovětský svaz (URS) (Taťjana Titovová, Irina Žukovová, Marija Čerňajevová, Jekatěrina Lavriková, Jelena Dolženková, Vera Artěmovová, Kristine Palasinidiová, Jelena Foševská) | 177,343 | Švýcarsko (SUI) (Karin Singerová, Edith Bossová, Claudia Muraltová, Claudia Peczinkaová, Adriana Giovanoliová, Daniela Giovanoliová, Daniela Jordiová, Christine Lippunerová) | 172,975 |

## Medailová bilance
V uměleckém plavání se rozdělily celkem 3 sady medailí.
| Pořadí | Stát                |       | Muži    | Muži  | Muži  |         | Ženy  | Ženy  | Ženy    |       | Muži + Ženy | Muži + Ženy | Muži + Ženy | Celkem |
| Pořadí | Stát                | Zlato | Stříbro | Bronz | Zlato | Stříbro | Bronz | Zlato | Stříbro | Bronz |             |             |             | Celkem |
| ------ | ------------------- | ----- | ------- | ----- | ----- | ------- | ----- | ----- | ------- | ----- | ----------- | ----------- | ----------- | ------ |
| 1.     | Francie (FRA)       |       | 0       | 0     | 0     |         | 3     | 0     | 0       |       | 3           | 0           | 0           | 3      |
| 2.     | Švýcarsko (SUI)     |       | 0       | 0     | 0     |         | 0     | 1     | 2       |       | 0           | 1           | 2           | 3      |
| 3.     | Sovětský svaz (URS) |       | 0       | 0     | 0     |         | 0     | 1     | 1       |       | 0           | 1           | 1           | 2      |
| 4.     | Rakousko (AUT)      |       | 0       | 0     | 0     |         | 0     | 1     | 0       |       | 0           | 1           | 0           | 1      |
| Celkem | Celkem              |       | 0       | 0     | 0     |         | 3     | 3     | 3       |       | 3           | 3           | 3           | 9      |